# بانغوين وورز
بانغوين وورز (بالإنجليزية: Penguin Wars)‏، هي لعبة فيديو يابانية من نوع أكشن، صدرت اللعبة سنة 1985، وتعمل لعدة منصات، ومنها جهاز الأركيد وفاميكوم، وهي من تطوير ونشر يو بي إل، أعيد الإصدار سنة 2020، وتعمل لمنصتي بلاي ستيشن 4 ونينتندو سويتش.